# كنيسة القديس نقولا (مقاطعة روستوف)
كنيسة القديس نقولا (بالروسية: Церковь Николая Чудотворца)، نسبة إلى القديس نقولا، هي كنيسة روسية أرثوذكسية تقع في مدينة نيكولايفكا، منطقة نكلينوفسكي، روستوف أوبلاست، روسيا، تم تشييدها خلال النصف الثاني من القرن 19.